# 大山町 (豊橋市)
大山町（おおやまちょう）は、愛知県豊橋市の地名。

## 地理
豊橋市南西部に位置する。東は駒形町、西は船渡町、南は磯辺下地町、北は神野新田町に接する。

### 河川
- 梅田川[1]
- 内張川[1]

### 字一覧
- 上青尻（かみあおじり）[WEB 5]
- 五分取（ごぶとり）[WEB 5]
- 塩浜（しおはま）[WEB 5]
- 下青尻（しもあおじり）[WEB 5]
- 太七坪（たひちつぼ）[WEB 5]
- 道目記（どうめき）[WEB 5]
- 中坪（なかつぼ）[WEB 5]
- 西井場（にしいば）[WEB 5]
- 西大山（にしおおやま）[WEB 5]
- 西坪（にしつぼ）[WEB 5]
- 東大山（ひがしおおやま）[WEB 5]
- 松荒（まつあら）[WEB 5]

### 学区
- 公立高等学校 - 三河学区
- 公立中学校 - 豊橋市立南陽中学校[WEB 6]
- 公立小学校 - 豊橋市立磯辺小学校[WEB 6]

## 歴史

### 人口の変遷
国勢調査による人口および世帯数の推移。
| 1995年（平成7年）  | 132世帯 504人 |  |
| 2000年（平成12年） | 132世帯 496人 |  |
| 2005年（平成17年） | 187世帯 553人 |  |
| 2010年（平成22年） | 190世帯 534人 |  |
| 2015年（平成27年） | 189世帯 558人 |  |

## 交通
- 愛知県道大山豊橋停車場線[1]
- 愛知県道豊橋田原線[1]

## 施設
- 塩釜神社[1]

### WEB
1. ↑  “愛知県豊橋市の町丁・字一覧”.   人口統計ラボ. 2023年4月13日閲覧。
2. ↑  総務省統計局 (2017年1月27日). “平成27年国勢調査の調査結果(e-Stat) - 男女別人口及び世帯数 －町丁・字等” (CSV). 2021年7月21日閲覧。
3. ↑  “愛知県豊橋市の郵便番号一覧”.   日本郵便. 2023年4月13日閲覧。
4. ↑  “市外局番の一覧” (PDF).   総務省 (2022年3月1日). 2022年3月22日閲覧。
5. 1 2 3 4 5 6 7 8 9 10 11 12  “愛知県豊橋市 住所一覧から地図を検索”.   ONE COMPATH. 2023年8月17日閲覧。
6. 1 2  豊橋市教育委員会学校教育課学事グループ (2021年3月1日). “豊橋市小・中学校通学区域早見表” (PDF).   豊橋市. 2024年11月15日閲覧。
7. ↑  総務省統計局 (2014年3月28日). “平成7年国勢調査の調査結果(e-Stat) - 男女別人口及び世帯数 －町丁・字等” (CSV). 2021年7月20日閲覧。
8. ↑  総務省統計局 (2014年5月30日). “平成12年国勢調査の調査結果(e-Stat) - 男女別人口及び世帯数 －町丁・字等” (CSV). 2021年7月20日閲覧。
9. ↑  総務省統計局 (2014年6月27日). “平成17年国勢調査の調査結果(e-Stat) - 男女別人口及び世帯数 －町丁・字等” (CSV). 2021年7月21日閲覧。
10. ↑  総務省統計局 (2012年1月20日). “平成22年国勢調査の調査結果(e-Stat) - 男女別人口及び世帯数 －町丁・字等” (CSV). 2021年7月21日閲覧。
11. ↑  総務省統計局 (2017年1月27日). “平成27年国勢調査の調査結果(e-Stat) - 男女別人口及び世帯数 －町丁・字等” (CSV). 2021年7月21日閲覧。

### 書籍
1. 1 2 3 4 5 6 7  「角川日本地名大辞典」編纂委員会 1989, p. 1785.